# NGC 310
NGC 310 је појединачна звезда у сазвежђу Кит која се налази на NGC листи објеката дубоког неба.
Деклинација објекта је - 1° 45' 53" а ректасцензија 0h 56m 47,9s. Привидна величина (магнитуда) објекта NGC 310 износи 11,9 а фотографска магнитуда 15,4.